# Catechismus ten gebruike van al de bisdommen van België
De Catechismus ten gebruike van al de bisdommen van België was een catechismus in vraag- en antwoordvorm die in 1946, tijdens het episcopaat van kardinaal Jozef Van Roey tot stand kwam en gedrukt werd bij uitgeverij Desclée de Brouwer.  De catechismus diende ter vervanging van de verschillende catechismussen die in de zes bisdommen van België gehanteerd werden. Om een dergelijk werk was gevraagd op de 4e en 5e Provinciale Concilies van Mechelen. De inleiding werd ondertekend door Jozef Van Roey, aartsbisschop van Mechelen, Louis-Joseph Kerkhofs, bisschop van Luik, Honoré-Jozef Coppieters (Honoratius]), bisschop van Gent, Henricus Lamiroy (Henricus), bisschop van Brugge, André Marie Charue (Andreas-Maria), bisschop van Namen en Etienne Carton de Wiart (Stephanus), bisschop van Doornik.
De 447 vragen waren in twee categorieën opgedeeld: een reeks vragen met geijkte formules die door de leerlingen letterlijk moesten geleerd worden en een reeks vragen (gedrukt in kleine drukletters) waarvan de leerlingen het antwoord moesten kunnen weergeven, zonder daarbij letterlijk de geijkte formules te gebruiken.